# Зеленогірське (село)
Зеленогі́рське (до 1945 року — Ефендікой, крим. Efendiköy) — село в Україні, у Білогірському районі Автономної Республіки Крим. Центр Зеленогірської сільської ради.

## Географія
Зеленогірське знаходиться в центрі району, на північних схилах Внутрішнього пасма Кримських гір, у верхній частині долини Сарису, на лівому березі річки. Висота села над рівнем моря — 302 м. Найближчі села — Новокленове за 1,5 км на південний схід, Новогригорівка за 1,2 кілометра на північний схід від та Балки — 0,6 км на південний захід. Відстань до райцентру — близько 13 кілометрів, до залізничної станції Сімферополь — приблизно 48 км.

## Історія
Біля сіл Овражок і Яковлівки знайдено 2 ранньопалеолітичні і мезолітичні стоянки, а поблизу сіл Балок і Зеленогірського — залишки пізньоскіфського городища, поселення і курганів, а також поселення VIII—IX століть.
Село в нинішньому вигляді утворено в 1953 році злиттям Грушівки та Червоного.
У 2012 році в селі відкрили мечеть Ефендикой Джамісі.